# Réserve biologique intégrale des Béorlots
La réserve biologique intégrale des Béorlots est une réserve biologique intégrale de Seine-et-Marne, en France.

## Caractéristiques
La réserve des Béorlots s'étend sur 167,43 ha de la commune de Fontainebleau dans le sud-ouest de la forêt de Fontainebleau, sur la platière des Béorlots, précisément sur les parcelles 643 à 645 et 654 à 657. S'agissant d'une réserve biologique intégrale, toute activité humaine y est interdite, à l'exception de travaux éventuels nécessaires à la sécurisation ou l'entretien du site.

## Historique
La réserve des Béorlots est créée par arrêté du ministère de l'agriculture, de l'agroalimentaire et de la forêt le 28 janvier 2014.
Le 29 janvier 2019, la France soumet un ensemble de 16 réserves naturelles à la liste indicative du patrimoine mondial, en vue de l'extension possible de l'actuel site des forêts primaires de hêtres des Carpates et d'autres régions d'Europe. La réserve des Béorlots en fait partie, ainsi que 6 autres réserves biologiques intégrales de la forêt de Fontainebleau (Gros Fouteau - Hauteurs de la Solle, La Tillaie, gorge aux Loups, la vallée Jauberton, Chêne brûlé et Rocher de la Combe). Ces réserves ne sont finalement pas retenues lors de l'extension du site en 2021.